# 伊玛德·努阿提
伊玛德·努阿提（法語：Imed Louati，1993年10月11日—）是一名突尼斯足球运动员，现在由斯法克斯租借到中国足球超级联赛球队杭州绿城。

## 俱乐部生涯
2012年，努阿提在突尼斯足球甲级联赛球队斯法克斯开始职业足球生涯。2012年9月1日，他在斯法克斯3比0击败加夫萨的联赛比赛第82分钟替补出场，上演职业生涯首秀。2012/13赛季，他随队获得突尼斯甲级联赛的冠军。2014年，他被球队主教练菲利普·特鲁西埃认为是有光明前途的球员。
2015年1月8日，斯法克斯官方宣布努阿提租借到特鲁西埃执教的中国足球超级联赛球队杭州绿城半年。 1月28日，杭州绿城证实这次租借。